# 袅桥
袅桥，位于浙江省丽水市庆元县松源街道西门村星光路，为单孔木拱廊桥，庆元廊桥之一。2013年作为处州廊桥的单体之一，列入全国重点文物保护单位。

## 历史
袅桥始建于明万历三十二年（1604年），清乾隆三十四年（1769年）重建。桥梁全长28.63米，有廊屋11间，拱跨14.5米，拱高4.1米。